# 藤王康晴
藤王 康晴（ふじおう やすはる、1965年4月13日 - ）は、愛知県一宮市出身の元プロ野球選手（内野手）。

## 来歴・人物

### プロ入り前
1965年4月13日に愛知県一宮市で生まれる。「藤王」の姓は父の出身地である秋田県平鹿郡（現在の横手市および大仙市）にある「藤王山」という寺院に由来する。父親はバスケットボール、母親はソフトボール、康晴は野球、4歳年下の妹はバレーボールと、一家4人全員がスポーツ好きだった。
一宮市立大和中学校卒業後は享栄高等学校へ進学し、1学年の秋季から4番・一塁手として活躍する。同郷の野中徹博とは中学時代からのライバル関係だった。1982年の全国高等学校野球選手権愛知大会に出場して決勝戦まで進出するが、野中を擁する中京高等学校に抑えられて敗れた。
1983年の第55回選抜高等学校野球大会に出場すると、同僚の平田幸夫（のちに中央大学を経て河合楽器）の好投もあって準々決勝へ進出するが、東海大学付属第一高等学校に延長10回サヨナラ負けを喫し、優勝は果たせなかった。藤王は大会記録となる個人最多連続安打 (8) 、11打席連続出塁を記録したほか、3試合で打率.900、出塁率.923と驚異的な記録を残した。同年夏は愛知大会決勝でまたも野中を擁する中京高等学校に敗れ、甲子園の連続出場は叶わなかった。高校通算で49本塁打を記録した。

### プロ野球選手時代
1983年11月22日に開催された同年度のNPBドラフト会議を控え、藤王は水野雄仁（徳島県立池田高校）や高野光（東海大学）とともに「ビッグ3」として注目されており、藤王本人は希望球団として地元の中日ドラゴンズに加え、読売ジャイアンツ（巨人）や西武ライオンズを挙げていたが、どの球団でも指名されれば入団する意向を示していた。藤王は中日と西武からの1位指名が確実視されていたが、迎えたドラフト会議当日、藤王は中日が単独で1位指名して交渉権を獲得した。水野は巨人以外に指名された場合は大学に進学する意向を表明しており、希望通り巨人から単独1位指名された。また高野はヤクルトスワローズ、横浜大洋ホエールズ、阪急ブレーブス、西武の4球団から指名を受け、抽選によりヤクルトが交渉権を獲得、阪急と西武はハズレ1位として、野中と渡辺久信（群馬県立前橋工業高校）をそれぞれ指名した。
同月24日に藤王は中日監督の山内一弘らと自宅で面会し、入団の意向を表明、同月29日には契約金5000万円、年俸400万円（いずれも推定額）で入団に合意した。背番号は藤王本人が希望した1で、高木守道（当時は中日二軍監督）の引退以来、選手としては久々の着用者となった。甲子園で強打者として活躍した地元出身選手ということから藤王には大きな期待がかけられており、本人も張本勲のような打者になりたいと語っていた。ドラフト会議後、ある新聞社が藤王・水野・渡辺の3人による対談会を行ったが、彼ら3人が渋谷の街を歩いていたところ、若い女性たちが選抜大会で活躍した藤王や水野の存在には気づいた一方、渡辺は「もう1人はだれだっけ？」と反応されており、渡辺はこの一件から、甲子園で活躍した者たちに絶対に負けたくないと思ったという。
1984年は夏場に一軍へ昇格し、代打起用を中心として広島東洋カープとのセントラル・リーグ優勝を争う試合で北別府学から本塁打を放つなど活躍した。本人は後述のトレードにあたり、この本塁打を一番の思い出として挙げている。同年は一軍で34試合に出場し、打率.361、2本塁打を記録した一方、二軍（ウエスタン・リーグ）では打率.227、8本塁打と苦しんだ。、同年オフの11月26日には年俸680万円（前年比42％増額）で契約更改した。
一方で1984年12月30日未明、実家と同じ敷地にある伯父（父の兄）宅の窓ガラスが投石で割られる事件が発生、また1985年1月3日には実家が放火されて外壁の一部が燃える事件が発生していた。この火事は藤王と父親が消し止めたが、藤王は消火作業中に両掌に10日間の火傷を負った。同月30日ごろ、愛知県名古屋市中村区向島町にあった中日ドラゴンズ選手寮の藤王宛に「きさま殺すぞ、ナゴヤ球場ドカンと爆破するぞ」という内容のはがきが送られたほか、球団関係者や藤王の家族宛に数十通の脅迫文が送られる事件が発生、同年9月2日までに愛知県警察捜査一課と一宮警察署は藤王が中学時代に知り合った知人の男（当時61歳）を脅迫容疑で逮捕した。この男は動機について、藤王がプロ野球で人気選手になるに従い、付き合う態度がよそよそしくなったことに腹が立ったと供述していた。
このような被害には遭ったが、1985年には二軍で打率.277を記録した。同年限りで三塁手として活躍していたケン・モッカが退団し、そのまま現役を引退したが、これは当時の球団が翌シーズン以降を見据えて藤王を三塁手のレギュラーとして起用する方針であることを知ったモッカが「球団が必要としないならば米国へ帰る」という理由でシーズン終盤に帰国を申し入れたためである。
1986年には二軍で打率.278、14本塁打と徐々に好成績を残すようになり、一軍でも出場機会を得た。しかし一軍では打率.175、1本塁打と結果を残せなかった。また同日5月22日未明には、名古屋市中区のスナックで居合わせた客と喧嘩になり、顔を殴られて前歯2本を折る怪我を負った。本人は愛知県警に被害届を提出しなかったため、事件化はしなかったが、合宿所の門限（22時30分）を大幅に過ぎていたこと、また飲酒の上でのトラブルだったことから、同日付で球団から謹慎10日間、罰金10万円の処分を科された。前述のような成績不振や私生活の乱れから、同年11月25日には年俸580万円（前年比8％減額）で契約更改した。
1988年には背番号を自ら「1」から「0」に変更し、同期入団の山本昌らと共に業務提携していたロサンゼルス・ドジャース傘下のマイナーリーグへ野球留学として派遣された。
1989年は春季キャンプ、オープン戦を通じて二軍生活が続いていたが、攻守交代や四球による出塁時も全力疾走したり、練習にも自ら考えながら精力的に取り組むなどしており、二軍首脳陣を驚かせていた。またバッティングの際にバットが波立つ悪癖が治り、打率.339、5本塁打、16打点の好成績を残して二軍の4番打者に定着すると、5月5日の対ヤクルトスワローズ戦で2年ぶりの一軍昇格を果たし、開幕から不振に陥っていた大豊泰昭に代わって7番打者・左翼手として先発出場すると、右翼線への二塁打を含む2安打を記録した。5月18日の対読売ジャイアンツ戦（北九州市民球場）では、1点を追う9回表二死1、2塁で代打として登場し、廣田浩章から足元近くに投球されると（ボール判定）、ストッキングを脱いで死球をアピールする姿が全国放送で中継された。結局、判定は覆らず三振を喫して試合終了となった。その後、8月12日には再び二軍に降格した。
同年オフの浜松秋季キャンプ中の11月14日、田中幸雄・早川和夫との交換トレードで、小松崎善久と共に日本ハムファイターズへ移籍することが発表された。中日時代は左のスラッガーとして期待されたが、通算6年間で136試合出場、232打数、51安打、5本塁打、19打点、打率.219と伸び悩み、またグラウンド外での行動で非難を浴びることもあり、素質を開花させられないままトレードされることとなった。移籍後の背番号は35で、日本ハム移籍を受け、本人はそれまでは甘えがあったという旨を語っていた。このように期待を裏切ったことから、ドラフト1位指名選手の失敗事例の1人として名前を挙げられている。
日本ハム移籍1年目の1990年は王貞治が行っていた一本足打法の習得に取り組む。同年のオープン戦では打率.347の結果を残し、シーズンでは75試合に出場し、そのうち31試合が一塁手または指名打者として先発出場だった。
1991年には22試合と大きく出場数を減らす。
1992年は9月1日に出場選手登録されるが、同月7日に出場選手登録を抹消された。同年はわずか3試合の出場で2三振と結果を残せなかった。同年12月2日付でNPBコミッショナーより自由契約選手として公示され、現役を引退した。通算成績は237試合出場、打率.202、10本塁打、37打点であった。

### 引退後
現役引退後は実家の織物修整業を継ぐため、関連会社の大和ウールで修行することになった。後に佐川急便中京支社（現：佐川急便中京支店）へ就職し、セールスドライバーとして勤務しながら軟式野球部に所属してプレーを続けた。当時の中京支社内での藤王の勤務態度は非常に優秀で、佐川急便の社内報「飛脚」でも話題となるなど、社内では半ば伝説化していたほどだったという。その後、一度佐川急便を退社して実家の繊維業を継承しながら、2006年には中日ドラゴンズ球団応援歌「吹け吹け、伊吹おろし」（作詞・作曲：中桐久夫）の歌唱を担当し、この様子が当時の中日新聞に掲載された。
2007年に佐川急便中京支社へ再入社すると同時に、セールスドライバーと軟式野球部に復帰した。
2012年に再退社した後は「矢場とん」に転職。
2015年春に設立された硬式野球部「矢場とんブースターズ」の内野手兼監督に就任した。2016年からは同じ中日ドラゴンズに所属していた片貝義明が部長兼監督に就任しており、2016年以降はブースターズ公式サイトに藤王の名は掲載されていない。
2020年10月に公開された田尾安志（元東北楽天ゴールデンイーグルス監督）の公式Youtubeチャンネルの動画において、「矢場とん」会長の鈴木孝之から在籍当時の藤王について言及された。それによると「矢場とんブースターズの監督は1年で辞めさせて仕事に専念させた。6年くらい運転手をやらせたが、アルコール検査を厳格化してから毎日検査に引っ掛かり、『酒を辞めるか会社を辞めるか、どっちだ？』と聞いたら『会社辞めます』と答えた。いまは（藤王が）どうしているか知らない」と述べている。

## 詳細情報

### 年度別打撃成績
| 年 度     | 球 団     | 試 合 | 打 席 | 打 数 | 得 点 | 安 打 | 二 塁 打 | 三 塁 打 | 本 塁 打 | 塁 打 | 打 点 | 盗 塁 | 盗 塁 死 | 犠 打 | 犠 飛 | 四 球 | 敬 遠 | 死 球 | 三 振 | 併 殺 打 | 打 率 | 出 塁 率 | 長 打 率 | O P S |
| --------- | --------- | ----- | ----- | ----- | ----- | ----- | -------- | -------- | -------- | ----- | ----- | ----- | -------- | ----- | ----- | ----- | ----- | ----- | ----- | -------- | ----- | -------- | -------- | ----- |
| 1984      | 中日      | 34    | 39    | 36    | 5     | 13    | 3        | 0        | 2        | 22    | 8     | 0     | 0        | 0     | 0     | 3     | 0     | 0     | 6     | 4        | .361  | .410     | .611     | 1.021 |
| 1985      | 中日      | 39    | 66    | 60    | 2     | 13    | 1        | 0        | 1        | 17    | 5     | 0     | 1        | 0     | 0     | 5     | 0     | 1     | 17    | 2        | .217  | .288     | .283     | .571  |
| 1986      | 中日      | 29    | 83    | 80    | 5     | 14    | 3        | 0        | 1        | 20    | 3     | 0     | 1        | 0     | 0     | 3     | 1     | 0     | 14    | 1        | .175  | .205     | .250     | .455  |
| 1987      | 中日      | 18    | 36    | 34    | 2     | 8     | 1        | 0        | 1        | 12    | 3     | 0     | 0        | 0     | 0     | 2     | 1     | 0     | 4     | 1        | .235  | .278     | .353     | .631  |
| 1989      | 中日      | 16    | 23    | 22    | 2     | 3     | 1        | 0        | 0        | 4     | 0     | 0     | 0        | 0     | 0     | 0     | 0     | 1     | 7     | 0        | .136  | .174     | .182     | .356  |
| 1990      | 日本ハム  | 75    | 160   | 142   | 10    | 35    | 7        | 1        | 4        | 56    | 14    | 1     | 0        | 0     | 0     | 18    | 0     | 0     | 34    | 2        | .246  | .331     | .394     | .726  |
| 1991      | 日本ハム  | 22    | 44    | 41    | 4     | 6     | 2        | 0        | 1        | 11    | 4     | 0     | 0        | 0     | 0     | 3     | 0     | 0     | 12    | 1        | .146  | .205     | .268     | .473  |
| 1992      | 日本ハム  | 4     | 3     | 3     | 1     | 0     | 0        | 0        | 0        | 0     | 0     | 0     | 0        | 0     | 0     | 0     | 0     | 0     | 2     | 0        | .000  | .000     | .000     | .000  |
| 通算：8年 | 通算：8年 | 237   | 454   | 418   | 31    | 92    | 18       | 1        | 10       | 142   | 37    | 1     | 2        | 0     | 0     | 34    | 2     | 2     | 96    | 11       | .220  | .282     | .340     | .622  |

### 記録
- 初出場：1984年7月14日、対横浜大洋ホエールズ15回戦（ナゴヤ球場）、7回裏に郭源治の代打として出場
- 初打席・初安打・初打点：同上、7回裏に古賀正明から一塁強襲適時二塁打
- 初本塁打：1984年9月23日、対広島東洋カープ23回戦（ナゴヤ球場）、8回裏に都裕次郎の代打として出場、北別府学から左越同点ソロ
- 初先発出場：1984年10月3日、対阪神タイガース25回戦（ナゴヤ球場）、5番・三塁手として先発出場

### 背番号
- 1 （1984年 - 1987年）
- 0 （1988年 - 1989年）
- 35 （1990年 - 1992年）
- 88 （2015年 - 2016年）